# Facula (esogeologia)
Facula (plurale: faculae) è un termine latino utilizzato in esogeologia per descrivere formazioni geologiche presenti sulla superficie di altri corpi celesti dal colore più chiaro rispetto a quello delle regioni circostanti, qualora sia impossibile determinarne con maggiore precisione la reale natura fisica. Il termine è stato assegnato a formazioni presenti sul pianeta Mercurio, sui satelliti gioviani Ganimede, Callisto e Amaltea, sul satellite saturniano Titano e sul pianeta nano Cerere.

## Convenzioni di nomenclatura
- Amaltea: le faculae prendono il nome di località ove, secondo la mitologia greca, visse Giove.

## Faculae
Faculae su Mercurio
- Abeeso Facula
- Ahas Facula
- Agwo Facula
- Amaru Facula
- Bibilava Faculae
- Bitin Facula
- Coatl Facula
- Ejo Faculae
- Gata Facula
- Havu Facula
- Ibab Facula
- Inyoka Faculae
- Maciji Facula
- Madu Facula
- Nakahi Facula
- Nathair Facula
- Neidr Facula
- Ngu Facula
- Nzoka Facula
- Orm Faculae
- Pampu Facula
- Sarpa Facula
- Serp Facula
- Slang Faculae
- Suge Facula
- Thueban Facula
- Ular Facula
- Yinshe Facula
- Zmija Facula

Faculae su Callisto
- Kol Facula

Faculae su Amaltea
- Ida Facula
- Lyctos Facula

Faculae su Ganimede
- Abydos Facula
- Akhmin Facula
- Bigeh Facula
- Busiris Facula
- Buto Facula
- Coptos Facula
- Edfu Facula
- Heliopolis Facula
- Hermopolis Facula
- Memphis Facula
- Ombos Facula
- Siwah Facula
- Tettu Facula
- Thebes Facula

Faculae su Cerere
- Cerealia Facula
- Pasola Facula
- Vinalia Faculae

Faculae su Titano
- Antilia Faculae
- Bazaruto Facula
- Coats Facula
- Crete Facula
- Elba Facula
- Kerguelen Facula
- Mindanao Facula
- Nicobar Faculae
- Oahu Facula
- Santorini Facula
- Shikoku Facula
- Tasmania Facula
- Texel Facula
- Tortola Facula
- Vis Facula